# Мотрино (Кобелякский район)

Мотрино (укр. Мотрине) — село,
Григоро-Бригадировский сельский совет,
Кобелякский район,
Полтавская область,
Украина.
Код КОАТУУ — 5321881302. Население по переписи 2001 года составляло 153 человека.

## Географическое положение
Село Мотрино находится в 4-х км от левого берега реки Кобелячек и в 5-и км от Каменского водохранилища.
На расстоянии в 1,5 км расположено село Саловка (Кременчугский район).

## История
После 1945 года присоеденена Корниевка(анклав)
До 1922 года входило в Кременчугский уезд
Село указано на специальной карте Западной части России Шуберта 1826-1840 годов 